# 布爾什維克島
布爾什維克島（俄语：о́стров Большеви́к）是位於北冰洋上北地群島最南的一個島嶼，為俄羅斯領土。面積11,206平方公里，是群島中第二大島。1913年波利斯·维尔聂斯基发现这个岛，但是到1931年喬治·烏沙科夫和尼古拉·烏爾凡切夫在他们1930至32年的考察中为该群岛制图时才证明它是一座岛屿。
岛的面积为11,270平方千米。多山（最高點935公尺），30%面積為冰川所覆蓋。狹窄的海岸平原長有苔蘚和地衣。島上有研究基地，名Prima。在岛的西北岸有一些峡湾。
岛上至少有三座冰川系统。岛的附近有一些小岛。

## 气候
布爾什維克島的气候非常冷，年平均气温为摄氏負16度。